# Los Doltons
Los Doltons es una banda de rock peruana, formada en 1965, que tuvo una  presencia musical importante durante la época que se conoce como la nueva ola.

## Historia
El grupo Los Doltons se formó en 1965, en el distrito limeño de Breña, en la época de la Nueva ola. Walter Bolarte comenzó a reunir a algunos conocidos que sabían de música. Walter iba caminando por las calles de Breña cuando escuchó a Roberto Andía y Javier Román que tocaban en un jardín; pidió una guitarra y se unió a esa tocada. Desde ese día comenzaron a tocar desde valses hasta rock. Juntos comenzaron a tocar en fiestas particulares y a amenizar reuniones.
En 1966 el grupo ensaya en los estudios de El Show de Sergio (transmitido por el Canal 2 de Lima y presentado por Sergio Vergara). Allí conocen a Gerardo Manuel, lo invitaron a participar, y fue quien bautizó al grupo como Los Doltons. Esto se debe a que en Ica (tierra natal de Gerardo Manuel) tuvo su primer grupo llamado de la misma manera, nombre que tomó del sello discográfico Dolton Records, donde grababa el grupo instrumental The Ventures.
Gerardo Manuel no llegó a grabar con Los Doltons, ya que emigró a Los Shain's. Desde ese momento se creó una rivalidad amistosa entre ambos grupos. Gerardo Manuel fue reemplazado por el sanmarquino César Ichikawa, cantante de ascendencia japonesa, que le dio popularidad.
En su primer 45 rpm se incluyeron los temas «Visión de otoño» y «El rey tablista», este último, con letra de Gerardo Manuel. Luego vendrían sus mayores éxitos que sonaban en todas las matinales de los domingos: «El último beso» (cover de «Last Kiss») y «Tema: El amor» (también una versión, «Tema» de la banda italiana I Giganti). Este EP se grabó gracias a la ayuda de Mario Cavagnaro, director de la compañía discográfica Sono Radio. Gracias a este primer disco fueron artistas exclusivos en Panamericana Televisión.
En sus inicios interpretaban versiones. Gracias a ellos se hicieron conocidos en todo Perú y en Hispanoamérica. Su productor fue el músico argentino Enrique Lynch.
Populares canciones como «Visión de otoño» y «La Ventana» del autor y compositor chileno Angello Machiavello, quien fue tecladista de la agrupación chilena Los Blue Splendor, ayudaron a la popularidad del grupo.
Grabaron siete discos de larga duración y varios vinilos de 45 rpm.
Aparte de presentaciones en la televisión, tocaban los domingos en diferentes matinales que empezaban a las nueve y media de la mañana y terminaban alrededor de la una de la tarde. Las matinales tenían lugar en los cines del centro de Lima como el Excelsior, el Tauro y el Tacna. Los Doltons tocaron allí junto con otros grupos de la época como Los Shain's, Los York's, Los Belking's, Los Holy's, etc.
En 1967, la revista Billboard los nombró como la mejor agrupación latina de ese año.
La banda se retiró en 1970 por mutuo acuerdo y a causa de sus estudios universitarios. César Ichikawa partió a los Estados Unidos por motivos laborales.
En 1975 decidieron juntarse para grabar un álbum de estudio. Esto se debe a que los discos de 33 rpm estaban siendo muy aclamados por todos los admiradores del país, y así que graban un álbum más de Los Doltons. La búsqueda de los integrantes fue muy dura, ya que César estaba en los Estados Unidos, mientras que los otros ejercían sus profesiones. El álbum fue titulado El retorno de Los Doltons, bajo la dirección y arreglos de Rulli Rendo. Este trabajo marcó el final del conjunto original. 
Los Doltons se caracterizaron por tener como instrumento principal la guitarra eléctrica, siendo Walter Bolarte Pineda quien, como primer guitarra, grabó todos los temas de la época de oro de esta agrupación peruana (1965-1975).

### Nueva etapa
En 1985, Fernando Bolarte, motivado por la onda retro, decide volver a formar el grupo incluyendo a nuevos integrantes. Uno de los más importantes después de César Ichikawa fue la presencia juvenil e interpretativa de Micky Sánchez quien le dio un toque fresco y contagiante a la agrupación, viajando con él por todo el Perú y con quien grabaron su última producción musical bajo el sello de Iempsa. Micky Sánchez marcó época importante en la historia musical de Los Doltons, quien decidió dejar la agrupación en el año 2000 para continuar su carrera como solista. A partir de entonces Los Doltons han obtenido mejoras en el sonido debido al avance tecnológico, así como también rescatar el estilo interpretativo, gracias en gran medida a la calidad y al aporte musical de su actual vocalista, Kike Goya, quien demoró más de 2 décadas, en acceder a la invitación e integrarse al grupo en marzo de 2010, sin dejar de mencionar que ya en el año 1974, había conseguido un disco de oro por ventas de su primera grabación, «Un beso y nada más», canción de su autoría, grabada con Los Sanders de Ñaña.
Fue Frank Privette (de Los Steivos), con quien Fernando Bolarte trabajaba en los espectáculos del Hotel Sheraton de Lima, quien le recomendó que busque e integre a Kike Goya, a Los Doltons, que por aquella época cantaba en lugares como El Restaurante de Los Morunos en Miraflores y La Rosa Náutica de la Costa Verde. Cuando Fernando fue al encuentro de Kike no lo halló, pues días antes había partido a Japón, en busca de nuevos horizontes. Kike Goya, durante su estadía de 20 años en tierras niponas, formó y dirigió varias agrupaciones musicales tales como; "Son 3", integrado por César Teruya (teclados), Sergio Gemna (bajo) y Ricardo Salazar (voz y batería), quien luego formaría la orquesta "Son Pentagrama", con los anteriores integrantes, a los que se le sumarían, Elio Kobayashi (vientos), Carlos Ocampo (teclados) quien en ausencia de César Teruya, fuera reemplazado éste, dado que regresó al Perú en 1997 para formar su propia orquesta y Daniel Navarro (cantante).  
La llegada de Kike Goya a Los Doltons, tuvo como resultado la grabación de una nueva producción discográfica después de 35 años de haber dejado las salas de grabación, en donde se recopilan éxitos de "la primera época", pero con un toque y sonido más actuales, en la que además incluyen 2 canciones japonesas muy conocidas, de las que Kike Goya es el autor de las versiones en español: «Sukiyaki» y «Kimito Itsumademo».
En febrero de 2003 realizaron su primera gira por los Estados Unidos, presentándose en Nueva York, Nueva Jersey, Portchester y Miami.
En julio de 2004 inician una gira a Canadá en las ciudades de Otawa, Toronto y Montreal.
En 2006 fallece Warren Suárez, su primera guitarra, que fue reemplazado por Carlos Arteaga.
En diciembre de 2008 se presentaron en 5 ciudades de Bolivia. En julio de 2010 vuelven a Bolivia, presentándose en La Paz y Sucre.
En 2023, los Doltons siguen haciendo giras en Lima y Provincias del Perú.
En octubre de 2023, se presentan por 2.ª vez con los Iracundos en Lima y Provincias.
Tienen actualmente (2023) un programa "El Show de los Doltons" los sábados a las 9am en Radio Santa Rosa.

## Miembros

### Fundadores
- Gerardo Manuel Rojas (vocalista fundador)
- César Ichikawa (vocalista)
- Walter Bolarte Pineda (primera guitarra)
- Roberto Andía del Pozo (segunda guitarra)
- Javier Román Vidal (bajo eléctrico)
- Fernando Bolarte Cerrate (batería)
- Micky Sánchez (vocalista en la segunda etapa de la agrupación y con quien Los Doltons grabaron su última producción musical)

### Actuales
- Hernán Escalante Navarro (Hernán de Amores) (vocalista).
- Carlos "Charlie" Arteaga Pachas (guitarra líder y guitarra rítmica)
- Mario Gutiérrez Sandoval (bajo electrónico y coros)
- Félix Berenguel (batería)
- Litho Valencia Bravo (teclado y coros)
- Fernando Bolarte Jr. (mánager y representante)

## Discografía
- Los Doltons (Sono Radio, 1966)
- Los Doltons Vol. II (Sono Radio, 1967)
- El Show de Los Doltons (Sono Radio, 1968)
- Al Compás De... (Sono Radio, 1968)
- ¡Hasta Siempre...! (Sono Radio, 1969)
- El Maravilloso Sonido de Los Doltons (Sono Radio, 1969)
- De Vacaciones (Sono Radio, 1969)
- El Retorno de Los Doltons (Sono Radio, 1972)

. Nota: Las grabaciones entre los años 1966 y 1972, fueron realizadas con la voz de César Ichikawa, el segundo vocalista del grupo. Todas las grabaciones posteriores, fueron hechas con la voz y arreglos de Kike Goya, su vocalista fallecido en 2019.

### Sencillos y EP
- Gloria / Amarrado (Sono Radio, 1966)
- La Primera Piedra / Susie Q (Sono Radio, 1966)
- La Ventana / Juicio (Sono Radio, 1966)
- Visión De Otoño / Rey Tablista (Sono Radio, 1966)
- Nila / Carolina (Sono Radio, 1966)
- Baila María / Pendiente En Un Hilo (Sono Radio, 1967)
- Teresa / Yo Fui El Batman Del Kaiser (Sono Radio, 1967)
- Tema: El Amor / Buscando Un Amor (Sono Radio, 1967)
- El Último Beso / Una Estrella En La Noche (Sono Radio, 1967)
- Teresa / Buscando Un Amor (Sono Radio, 1967)
- Sigue Lloviendo / Mi Día Vendrá (Sono Radio, 1967)
- Espérame / La Noche (Sono Radio, 1967)
- Déjame / No Puede Ser (Sono Radio, 1968)
- El Vagabundo / Israel (Sono Radio, 1968)
- De Repente Tu Me Amas / Nadie Te Quiere Ya (Sono Radio, 1968)
- Doctor Barnard / Mi Bote A Remo (Sono Radio, 1968)
- Hombre Solitario / Recuerdos En La Lluvia (Sono Radio, 1968)
- Gloria Al Señor / Santo (Sono Radio, 1968)
- El Rey Lloró / Paren Todos (Sono Radio, 1968)
- El Cuadernito / El Delincuente (Sono Radio, 1968)
- Pata Pata / Horizontes Perdidos (Sono Radio, 1968)
- Trataré / Soy Como Quiero (Sono Radio, 1968)
- El Desengaño / Mrs. Robinson (Sono Radio, 1968)
- El Hombre-Pájaro De Alcatrash / Soledad (Sono Radio, 1969)
- El Hombre Dibujado / Sookie Sookie (Sono Radio, 1969)

### Recopilatorio
- La Época de Oro de... (Sono Radio, 1982)